# Сопот (Яворовский район)
Сопот (укр. Сопіт) — село в Яворовской городской общине Яворовского района Львовской области Украины.
Население по переписи 2001 года составляло 131 человек. Занимает площадь 0,39 км². Почтовый индекс — 81010. Телефонный код — 3259.